# Estadio Voždovac
El Stadion Voždovac (en serbio cirílico: Стадион Вождовац) es un estadio de fútbol ubicado en el municipio de Voždovac en la ciudad de Belgrado, Serbia. El recinto fue inaugurado el 31 de agosto de 2013 y reemplazo al antiguo estadio Dejan Majić construido en 1912 y demolido en 2011, el estadio alcanza una capacidad para 5.300 personas, todas ellas sentadas, el estadio es propiedad del club local FK Voždovac Belgrado que compite actualmente en la Primera Liga Serbia.